# Bastille (hudební skupina)
Bastille (stylizováno jako BΔSTILLE) je britská indie-rocková skupina utvořena v Londýně v roce 2010. Zprvu to byl sólový projekt zpěváka a textaře Dana Smitha, který se později rozhodl utvořit kapelu. Kapela se skládá ze čtyř členů: Dan Smith, Kyle Simmons, Chris „Woody“ Wood a Will Farquarson. Název kapely pochází z události dobytí Bastily, která se slaví na Danovy narozeniny, 14. července.
V prosinci 2010 EMI Music oznámilo, že skupině nabídlo nahrávací smlouvu s Virgin Records. Jejich debutový singl „Overjoyed“ vydali ale až v dubnu 2012. Jejich druhý singl „Bad Blood“, který má stejný název jako jejich první studiové album, následoval v srpnu 2012. Tento singl měl poměrně malý úspěch ve Velké Británii (obvykle se nacházel na 90. příčce v žebříčcích). Až jejich třetí singl „Flaws“ se umístil v nejlepší 40 a později v nejlepší 21 na Britských ostrovech.
V únoru 2013, před vydáním jejich debutového alba, spatřil světlo světa singl „Pompeii“, který se těšil obrovskému zájmu a v Británii se na několik týdnů umístil i na 2. příčce v hudebním žebříčku. Po vydání jejich alba Bad Blood se skupina stala ještě známější a uznávanější a umisťovali se na skvělých příčkách všech evropských žebříčků. V Británii se jejich album umístilo na první příčce žebříčku.
K listopadu 2014 Bastille prodali přes 5 milionů kopií v USA a přes 2,5 milionu kopií v UK.
V roce 2014 byli také nominování v kategoriích: Nejlepší kapela, Nejlepší album, Nejlepší singl a Nováček roku v soutěži BRIT Awards. Z těchto čtyř nominací nakonec uspěli pouze v jedné, a to v kategorii Nováček roku. Roku 2015 byla kapela nominována na Grammy v kategorii Nejlepší nový umělec.

## Historie

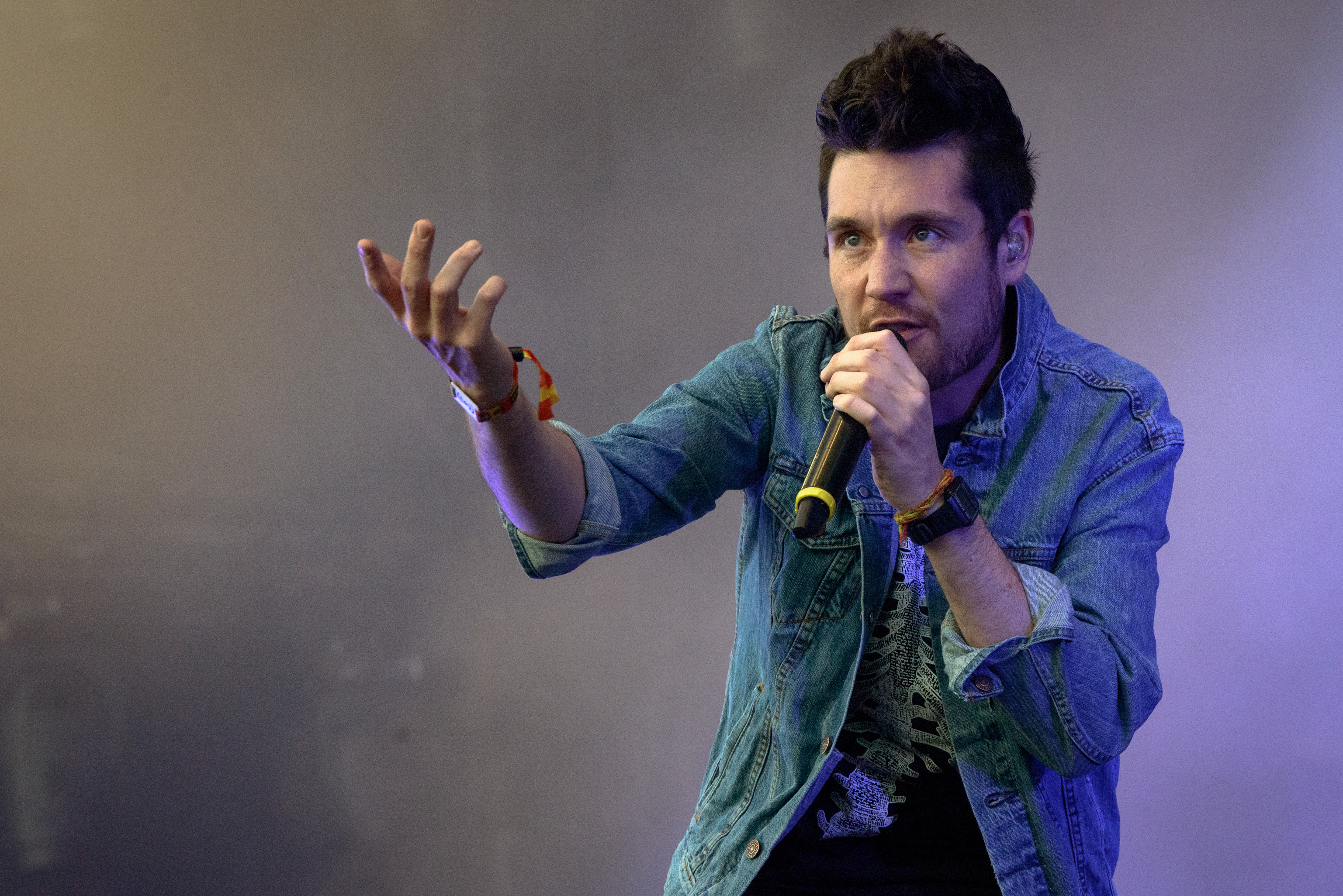
Dan Smith (2015)

Ke skupině původně patřili další hudebníci (smyčcové nástroje), ovšem z nezveřejněných důvodů se kapela zmenšovala až do současného složení čtyř hudebníků. Hudebníci, kteří s nimi tehdy hráli, se ale na některých koncertech s kapelou objevují.
Prodej desek skupině příliš nevydělával, do doby, než svoji hudbu začali šířit on-line pomocí YouTube nebo MySpace čímž se dostávali větší pozornosti médií. Skupina poté získávala kontrakty a smlouvy na vystoupení na festivalech jako jsou Glastonbury, Isle of Wight, Sziget nebo Coachella.
Jejich hudba také byla do značné míry použita v několika filmech a seriálech. Např. The Vampire Diaries, Teen Wolf a Hollyoaks.
Před vydáním debutového alba Bad Blood vydali dvě kompilace nazvané Other People's Heartache, Pt. 1 a Other People's Heartache, Pt. 2. Obsahují převážně předělávky písní, které doplňují i zvukové ukázky z filmů (např. Psycho, Snídaňový klub). Obě kompilace byly původně volně ke stažení, ale protože obsahovaly zmiňovaný filmový materiál, musela je kapela znepřístupnit. V roce 2014 Bastille vydali další kompilaci s názvem Other People's Heartache, Pt. 3.

## Diskografie
Studiová alba
- Bad Blood (2013)
- Wild World (2016)
- Doom Days (2019)
- Give Me The Future (2022)
- "&" (2024)

## Členové
- Daniel Campbell Smith (* 14. července 1986) – zpěv, klávesy, perkuse, text
- Kyle Jonathan Simmons (* 5. února 1988) – baskytara, klávesy, vokály, perkuse
- William Farquarson (* 22. září 1983) – akustická kytara, klávesy, vokály
- David Kendrick (dříve z Devo) – bicí, vokály

Dřívější členové:
- Chris „Woody“ Wood (* 6. července 1985) – bicí, vokály

Hostující členové pro turné:
- Charlie Barnes (* 31. května 1989) – baskytara, klávesy, perkuse, vokály

### Další personál
- Mark Crew – hudební producent
- Polly Comper – manažerka (Black Fox Management)
- Josh Smith – manažer (Black Fox Management)
- Dick Meredith – tour manažer, organizátor koncertů
- Joel Stanley – produkční manažer
- Tom Middleton – fotograf a kameraman, autor videí (Flaws, bad_news)
- Gregory Nolan – fotograf
- Paul „Coop“ Cooper – zvukař
- Ben Kingman – zvukař (odposlechy pro kapelu)
- Will Dart – technik osvětlení
- Jamie Thompson – designér osvětlení
- Martin McAndrew – pódiový technik